# Liisa Veijalainen
Liisa Kaarina Veijalainen (geborene Liukkonen; * 4. April 1951 in Piikkiö) ist eine ehemalige finnische Orientierungsläuferin.
Liisa Veijalainen war 19 Jahre alt, als sie erstmals an Weltmeisterschaften teilnahm. Im Einzel kam sie nicht über einen 40. Platz hinaus, in der Staffel wurde sie ebenfalls schon eingesetzt und erreichte den vierten Platz im Team mit Sinikka Kukkonen und Pirjo Seppä. Bei den nächsten Weltmeisterschaften 1972 in der Tschechoslowakei gelang es ihr, in die Weltspitze vorzudringen. Im Einzel wurde sie Sechste, mit der Staffel – derselben wie 1970 – gewann sie die Goldmedaille vor den Schwedinnen und Tschechoslowakinnen. 1974 konnte sie ihren sechsten Platz im dänischen Silkeborg wiederholen. Bei den Nordischen Meisterschaften 1975 gewann sie Silber hinter Mona Nørgaard aus Dänemark. Ihren ersten Weltmeisterschafts-Sieg feierte sie 1976 in Aviemore. Vor den Schwedinnen Kristin Cullman und Anna Lundmark holte sich Veijalainen auf der 8,9-Kilometer-Strecke den Sieg. In der Staffel mit Outi Borgenström und Sinikka Kukkonen wurde sie Silbermedaillengewinnerin. Die folgenden zwei Weltmeisterschaften fanden aufgrund der Umstellung des internationalen Wettkampfkalenders in zwei aufeinander folgenden Jahren statt. 1978 in Kongsberg und 1979 im finnischen Tampere wurde Veijalainen jeweils Vizeweltmeisterin im Einzel und Weltmeisterin mit der Staffel. In Tampere musste sie sich nur knapp ihrer Landsfrau Outi Borgenström geschlagen geben, in der Staffel gewann sie mit Leena Silvennoinen und Leena Salmenkylä. Ihre Erfolgsspur setzte sich auch 1980 fort, als sie bei den Nordischen Meisterschaften den Titel vor Outi Borgenström gewann. 
Veijalainen heiratete in den 1970er Jahren ihren damaligen Trainer Seppo Veijalainen. Während ihrer Laufbahn startete sie für die Vereine Piikkiön Karhu, Liedon Parma und MS Parma.

## Platzierungen
| | Weltmeisterschaften | Weltmeisterschaften |  | Nord. Meisterschaften | Nord. Meisterschaften |  | Finnische Meisterschaften | Finnische Meisterschaften | Finnische Meisterschaften | Finnische Meisterschaften |
| Jahr | E                   | St                  |  | E                     | St                    |  | ND                        | LD                        | N                         | St                        |
| --- | ------------------- | ------------------- |  | --------------------- | --------------------- |  | ------------------------- | ------------------------- | ------------------------- | ------------------------- |
| 1970 | 40.                 | 4.                  |  |                       |                       |  |                           |                           |                           |                           |
| 1971 |                     |                     |  |                       |                       |  |                           |                           |                           |                           |
| 1972 | 6.                  | 1.                  |  |                       |                       |  |                           |                           |                           |                           |
| 1973 |                     |                     |  | ?                     | 2.                    |  | 1.                        |                           |                           |                           |
| 1974 | 6.                  | 5.                  |  |                       |                       |  | 1.                        |                           | 1.                        |                           |
| 1975 |                     |                     |  | 2.                    | ?                     |  |                           |                           |                           |                           |
| 1976 | 1.                  | 2.                  |  |                       |                       |  |                           |                           |                           | 1.                        |
| 1977 |                     |                     |  | 4.                    | ?                     |  | 1.                        |                           |                           |                           |
| 1978 | 2.                  | 1.                  |  |                       |                       |  |                           | 1.                        | 1.                        |                           |
| 1979 | 2.                  | 1.                  |  |                       |                       |  | 1.                        | 1.                        |                           |                           |
| 1980 |                     |                     |  | 1.                    | ?                     |  |                           |                           |                           |                           |
| 1981 | 7.                  | 2.                  |  |                       |                       |  |                           |                           |                           | 1.                        |
| 1982 |                     |                     |  | 10.                   | ?                     |  |                           |                           |                           | 1.                        |
| 1983 | 16.                 |                     |  |                       |                       |  |                           |                           |                           |                           |
| 1984 |                     |                     |  |                       |                       |  |                           |                           |                           |                           |
| 1985 |                     |                     |  |                       |                       |  |                           |                           |                           |                           |
| 1986 |                     |                     |  |                       |                       |  |                           |                           |                           | 1.                        |
| Erklärung: OWC = Gesamt-Weltcup / Sp = Sprint , KD = Kurzdistanz, MD = Mitteldistanz, LD = Langdistanz, Kl = Klassische Distanz, E = Einzelwettbewerb , ND = Normaldistanz, St = Staffel, N = Nacht-OL |                     |                     |  |                       |                       |  |                           |                           |                           |                           |